# United People’s Movement (Namibia)
Das United People’s Movement (kurz UPM) ist eine ethnische Partei in Namibia. Sie ging 2010 aus dem „Rehoboth Democratic Movement“ (Reho-DM) hervor. Ihr Ziel war lange Zeit die Unabhängigkeit des traditionellen Siedlungsgebietes der Rehoboth Baster, dem Rehoboth Gebiet. Ihr Hauptsitz befindet sich in Rehoboth.
Die Partei wurde bis zu seinem Tod 2021 von Parteipräsidenten Piet Junius geführt. Sie wird seitdem interimistisch von Vizeparteipräsident Jan van Wyk angeführt.

## Wahlergebnisse
Die UPM trat bis 2014 nur auf regionaler und kommunaler Ebene an. Aufgrund ihrer Ausrichtung ist sie vor allem im Gebiet um die Stadt Rehoboth erfolgreich und gewann regelmäßig Sitze in der kommunalen Verwaltung. Bei den Kommunalwahlen 2010 ging sie als zweitstärkste Partei hervor, ist aber seit den Kommunalwahlen 2020 nur noch mit einem von sieben Sitzen vertreten.
Bei der Parlamentswahl 2014 nahm sie erstmals landesweit teil und erzielte mit 0,71 Prozent der abgegebenen Stimmen einen Sitz in der Nationalversammlung Namibias. Bei der Wahl 2019 ging die UPM mit dem Popular Democratic Movement (PDM) eine Koalition ein und trat nicht unter eigenem Namen an. Sie stellte von 2020 bis Anfang 2024 zwei Sitze in der Nationalversammlung als Teil der Koalition.

### Parlament
| Parlamentswahl | Stimmenanteile | Sitze |
| -------------- | -------------- | ----- |
| 2024           | 0,20 %         | 0/96  |
| 2014           | 0,71 %         | 1/96  |

### Kommunen
| Kommunalwahl | Sitze |
| ------------ | ----- |
| 2020         | 1/345 |
| 2015         |       |
| 2010         | 3/330 |